# Mina Andreeva
Pour les articles homonymes, voir Andreev.
Mina Andreeva (née en 1983 à Sofia, en Bulgarie) est politologue et avocate germano-bulgare. Depuis 2014, elle est l'une des porte-paroles de Jean-Claude Juncker, président de la Commission européenne,. 